# Yamaguchi (cidade)
Yamaguchi (山口市, Yamaguchi-shi) é a capital da prefeitura de Yamaguchi, na região de Chūgoku, Japão.
Em 2010, a cidade tinha uma população estimada em 198 971 habitantes e uma densidade populacional de 194,44 h/km². Tem uma área total de 1 023,31 km².
O jesuíta São Francisco Xavier exerceu o seu ministério durante 6 meses em Yamaguchi, por volta de 1549. Neste período converteu 500 japoneses ao catolicismo. Hoje em dia é considerado um herói local, sendo conhecido por Savieru.
Recebeu o estatuto de cidade a 10 de Abril de 1929.

## Património
- Igreja (1920) - construída para comemorar o 400.º aniversário da chegada dos jesuítas a Yamaguchi;
- Parque de São Xavier - lugar onde se crê que existiu o templo Daido-ji;
- Museu de iconografia jesuíta;
- Estátua de tamanho natural de São Francisco Xavier junto a um poço.

## Cidades-irmãs
- Pamplona, Espanha (1980)
- Jinan, China
- Gongju, Coreia do Sul
- Zouping, China
- Navarra, Espanha (2003)